# Octomeria sulfurea
Octomeria sulfurea är en orkidéart som beskrevs av Guy Robert Chiron och N.Sanson. Octomeria sulfurea ingår i släktet Octomeria och familjen orkidéer. Inga underarter finns listade i Catalogue of Life.